# وولفگانگ اشمیت
وولفگانگ اشمیت (آلمانی: Wolfgang Schmidt؛ زادهٔ ۱۶ ژانویهٔ ۱۹۵۴) پرتاب‌گر دیسک و پرتاب‌گر وزنه اهل آلمان بود.
وی در مسابقات کشوری و بین‌المللی در مجموع برندهٔ ۲ مدال طلا، ۱ مدال نقره، ۲ مدال برنز شده‌است.